# Build Me Up... Melt Me Down...
Build Me Up... Melt Me Down... är en EP av det svenska hardcorebandet Shield, utgiven 1994.

## Låtlista
1. "Flow" - 3:02
2. "Figures" - 3:15
3. "Snowman Blues" - 2:54
4. "Hide" - 4:16
5. "Solitude" - 2:27